# Думбравица
Думбравица (рум. Dumbrăvița, Думбрэвица) — село в Сынжерейском районе Молдавии. Является административным центром коммуны Думбравица, включающей также сёла Боканча-Скит и Валя-луй-Влад.

## География
Село расположено на высоте 99 метров над уровнем моря.

## Население
По данным переписи населения 2004 года, в селе Думбрэвица проживает 1631 человек (814 мужчины, 817 женщин).
Этнический состав села:
| Национальность | Число жителей | Процентный состав |
| -------------- | ------------- | ----------------- |
| молдаване      | 1594          | 97,73             |
| румыны         | 21            | 1,29              |
| украинцы       | 10            | 0,61              |
| русские        | 3             | 0,18              |
| болгары        | 1             | 0,06              |
| прочие         | 2             | 0,12              |
| Всего          | 1631          | 100 %             |